# هارا تاکاشی
هارا تاکاشی (انگلیسی: Hara Takashi؛ زاده ۹ فوریهٔ ۱۸۵۶ درگذشته ۴ نوامبر ۱۹۲۱) یک سیاست‌مدار اهل ژاپن بود.